# 下伙房乡
下伙房乡，是中华人民共和国河北省承德市围场满族蒙古族自治县下辖的一个乡。

## 行政区划
下伙房乡下辖以下地区：
下伙房村、大庙村、万泉沟村、东沟村、沙巴汰村、哈巴气村、八号地村和任家营村。